# Гейлсбург (Мічиган)
Гейлсбург (англ. Galesburg) — місто (англ. city) в США, в окрузі Каламазу штату Мічиган. Населення — 2049 осіб (2020).

## Географія
Гейлсбург розташований за координатами 42°17′27″ пн. ш. 85°25′3″ зх. д. / 42.29083° пн. ш. 85.41750° зх. д. (42.290862, -85.417560).  За даними Бюро перепису населення США в 2010 році місто мало площу 3,75 км², з яких 3,64 км² — суходіл та 0,11 км² — водойми.

## Демографія
Згідно з переписом 2010 року, у місті мешкало 2009 осіб у 766 домогосподарствах у складі 497 родин. Густота населення становила 536 осіб/км².  Було 837 помешкань (223/км²).
Расовий склад населення:
| - 93,5 % — білих - 2,4 % — чорних або афроамериканців - 0,5 % — корінних американців - 0,3 % — азіатів |

До двох чи більше рас належало 2,6 %. Частка іспаномовних становила 2,4 % від усіх жителів.
За віковим діапазоном населення розподілялося таким чином: 25,8 % — особи молодші 18 років, 61,8 % — особи у віці 18—64 років, 12,4 % — особи у віці 65 років та старші. Медіана віку мешканця становила 35,6 року. На 100 осіб жіночої статі у місті припадало 89,7 чоловіків;  на 100 жінок у віці від 18 років та старших — 84,2 чоловіків також старших 18 років.
Середній дохід на одне домашнє господарство  становив 42 354 долари США (медіана — 32 700), а середній дохід на одну сім'ю — 46 551 долар (медіана — 37 375). Медіана доходів становила 36 250 доларів для чоловіків та 32 353 долари для жінок. За межею бідності перебувало 28,1 % осіб, у тому числі 39,1 % дітей у віці до 18 років та 16,9 % осіб у віці 65 років та старших.
Цивільне працевлаштоване населення становило 766 осіб. Основні галузі зайнятості: виробництво — 23,6 %, освіта, охорона здоров'я та соціальна допомога — 19,6 %, мистецтво, розваги та відпочинок — 15,1 %, науковці, спеціалісти, менеджери — 14,0 %.